# Расстрел в Кондомари

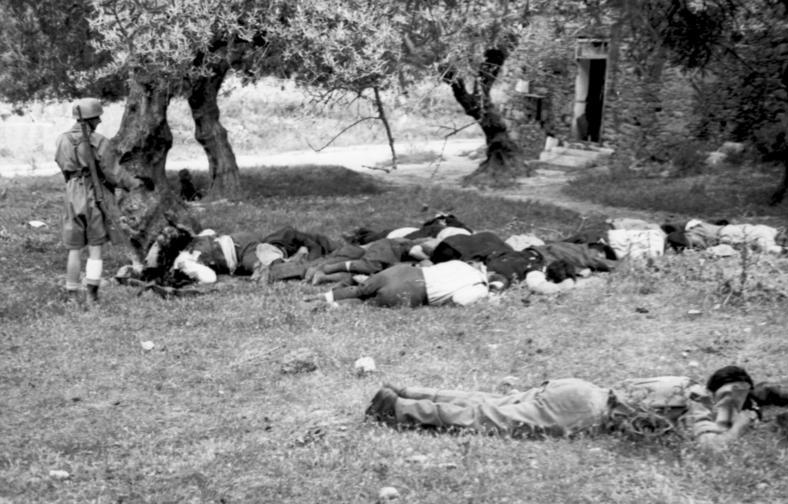
Расстрелянные греческие жители Кондомари, Крит. Государственный архив Германии, фото 101I-166-0527-04

Расстрел или Резня в Кондомари (греч. Σφαγή στο Κοντομαρί) — казнь мужского населения села Кондомари, остров Крит, произведённая немецкими парашютистами 2 июня 1941 года во время Второй мировой войны.
Расстрел был первым в своём роде в оккупированной Европе и положил начало серии расстрелов по всему Криту. Приказ о расстрелах дал генерал-полковник Курт Штудент, в отместку за участие критян в боях, которые закончились двумя днями ранее захватом острова немцами.

## Предыстория

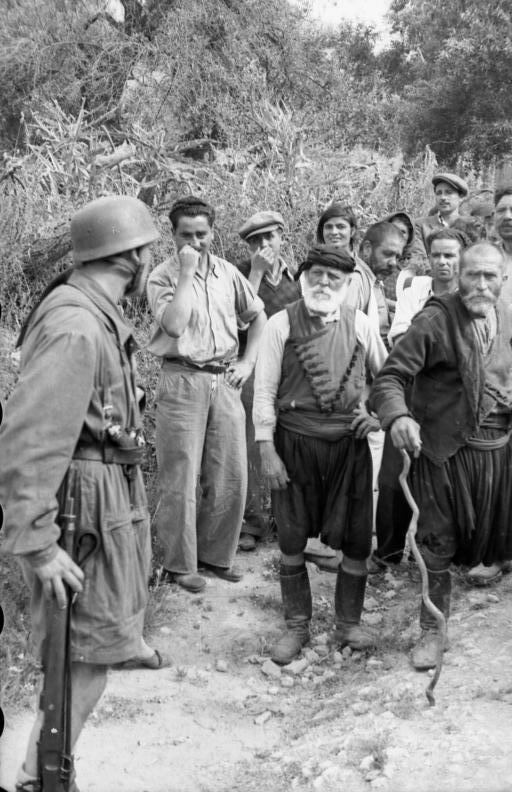
Мужчины Кондомари перед парашютистом. Государственный архив Германии, фото 101I-166-0525-12

Село Кондомари принадлежит муниципалитету Платаньяс и расположено на северном побережье Крита, в 18 км западнее города Ханья, рядом с взлётно-посадочной полосой (ВПП) Малеме, расположенной в 3 км северо-западнее села Малеме.
Критская операция началась 20 мая 1941 года широко-масштабной воздушно-десантной операцией по захвату стратегических пунктов на острове.
Одним из наиболее важных пунктов была ВПП Малеме и прилегающий регион. Захват полосы позволил люфтваффе доставку воздухом подкреплений и припасов и предопределил исход всей операции.
Утром 20 мая 1941 года немецкие парашютисты 3-го батальона ударного полка парашютистов (нем. Luftlande-Sturm-Regiment) были выброшены к юго-востоку от Малеме, между Платаниас и Кондомари. Бой с парашютистами приняли 21-й и 22-й новозеландские пехотные батальоны, при поддержке плохо вооружённых или вооружённых холодным оружием местных жителей. Парашютисты встретили сильное сопротивление и понесли тяжёлые потери. Около 400 парашютистов было убито, включая их командира майора Отто Шербера (нем. Otto Scherber). Ойген Майндль, командир полка, получил ранение в грудь. Его заменил Бернхард Рамке.

## Приказ Штудента о репрессиях

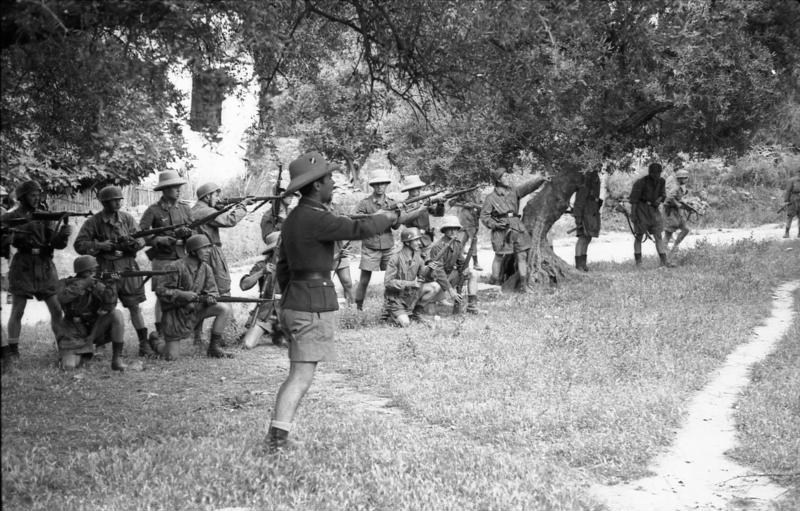
Шеренга парашютистов и Хорст Требс на огневой изготовке. Государственный архив Германии, фото 101I-166-0526-05

В ходе сражения за Крит союзные силы и иррегулярные критяне нанесли тяжёлые потери вермахту. В частности, беспрецедентной храбрости сопротивление местного населения вызвало раздражение у немецкого командования, по причине прусского понятия о правилах ведения войны, согласно которому никому кроме профессиональных военных не дозволено принимать участие в боях. Командир немецкой 5-й горнострелковой дивизии генерал-майор Юлиус Рингель в своём рапорте отмечал, что жители Крита захватывали парашютистов или атаковали их с ножами и серпами. Ещё до окончания сражения получили распространение неподтверждённые и преувеличенные истории, объясняющие тяжёлые потери в связи с резнёй парашютистов критянами, сопровождаемой пытками и увечьями.
Когда эти истории были доведены до сведения верховного командования люфтваффе в Берлине, и главнокомандующий люфтваффе, рейхсмаршал Герман Геринг приказал Штуденту приступить к расследованию и репрессиям. Штудент, преследуя цель остановить сопротивление и не дожидаясь окончания расследования, издал приказ приступить к волне кровавых репрессий против местного населения сразу после захвата Крита 31 мая 1941 г. Репрессии должны были быть исполнены без судебных формальностей и теми же соединениями парашютистов, которым противостояли в боях критяне.

## Расстрел

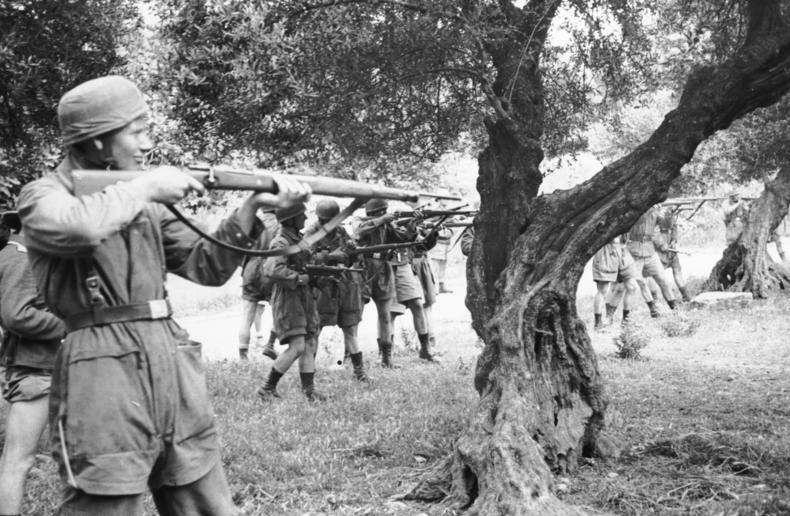
Кондомари, Крит, расстрел гражданских. Государственный архив Германии,
фото 101I-166-0525-39

Согласно приказу Штудента, жители Кондомари были обвинены в убийстве немецких парашютистов, тела которых были найдены возле села. 2 июня 1941 года парашютисты 3-го батальона под командованием оберлейтенанта Хорста Требса (нем. Horst Trebes) окружили Кондомари. Требс, бывший член гитлерюгенда, был единственным офицером батальона, вышедшим из сражения за Крит без ранения. Мужчины, женщины и дети были собраны на площади села, где из числа мужчин были выбраны заложники, а женщины и дети были отпущены. Заложники были отведены в оливковую рощу и хладнокровно расстреляны. Информация о числе расстрелянных разнится: согласно немецким данным были расстреляны 23 мужчины (в возрасте от 18 до 50 лет), по другим данным число расстрелянных достигает 60 человек. Вся операция была заснята для вермахта в целях пропаганды военным фотокорреспондентом (нем. Kriegsberichter) Францем-Петером Вейкслером (нем. Franz-Peter Weixler).

## Последствия

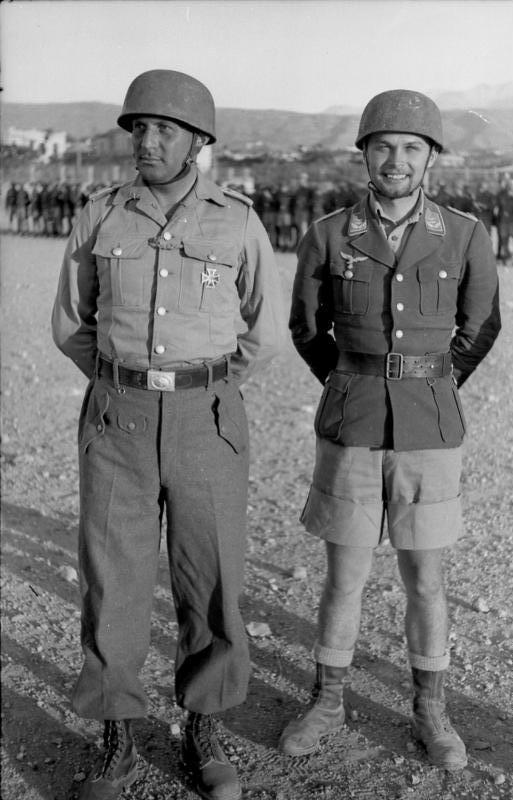
Хорст Требс (справа) с В.Герике, июль 1941. Государственный архив Германии, фото 101I-166-0526-05

На следующий день после резни в Кондомари части 1-го полка парашютистов совершили ещё одно военное преступление — разрушение городка Канданос и расстрел большинства его населения. К концу лета 1941 года Вейкслер был изгнан из вермахта по политическим причинам. Позже он был обвинён в государственной измене за утечку секретных материалов, касающихся деятельности парашютистов на Крите, включая фотографии, снятые в Кондомари, и за помощь, оказанную нескольким критянам в бегстве. Вейкслер был арестован гестапо, осуждён и заключён в тюрьму в начале 1944 года. В ноябре 1945 года в Нюрнберге, во время слушания дела Геринга, Вейкслер дал письменное свидетельство касательно резни в Кондомари. Негативы его фотографий из Кондомари были найдены в немецких архивах в начале 1980-х годов. Эти фотографии стали широко известны.
После капитуляции Германии Штудент был взят в плен англичанами. В мае 1947 года он предстал перед военным трибуналом, чтобы ответить на обвинения в плохом обращении и убийстве военнопленных, произведённых его частями на Крите. Греческое требование о выдаче Штудента было отклонено. Штудент был признан виновным в 3-х из 8-и обвинений и заключён в тюрьму на 5 лет. Однако, по состоянию здоровья он был выпущен на свободу в 1948 году. Штудент никогда не был судим за преступления против гражданского населения.
Хорст Требс в июле 1941 года был награждён рыцарским крестом за командование при штурме Крита. Три года спустя, в 1944 году, он погиб в Нормандии.